# Tontelea cuspidata
Tontelea cuspidata är en benvedsväxtart som beskrevs av Albert Charles Smith. Tontelea cuspidata ingår i släktet Tontelea och familjen Celastraceae. Inga underarter finns listade.